# Fenylethylamine
Fenylethylamine is een organische verbinding en een lichaamseigen stof die aangemaakt wordt als mensen verliefd zijn. Van deze stoffen bestaan ook enkele derivaten, zowel synthetische als biologisch. Voorbeelden van fenylethylamine derivaten zijn: adrenaline, noradrenaline, isoprenaline, terbutaline en amfetamine.

## Kenmerken
Bij kamertemperatuur is het een kleurloze vloeistof, die goed oplosbaar is in ethanol en di-ethylether. De oplosbaarheid in water is daarentegen laag, hetgeen ligt aan het grote apolaire gedeelte van het molecuul. Zoals andere amines met een laag moleculair gewicht heeft het een eerder onaangename visachtige geur.

## Synthese

### Biosynthese
Fenylethylamine kan door enzymatische decarboxylering van het aminozuur fenylalanine gevormd worden.

### Laboratoriumsynthese
De verbinding kan in het laboratorium bereid worden door een condensatiereactie van benzaldehyde met nitromethaan tot bèta-nitrostyreen. De hydrogenering hiervan leidt tot vorming van fenylethylamine.

## Voorkomen en eigenschappen
Fenylethylamine is een aromatische verbinding en is een biogeen amine (natuurlijk voorkomend in plant, dier en mens). Het zit ook in chocolade, kaas en rode wijn. Fenylethylamine wordt door monoamino-oxidasen (MAO) in het lichaam afgebroken.

## Farmacologie
Fenylethylamine komt in abnormaal lage concentraties voor bij personen met ADHD. De stof is ook, net als andere biogene amines, bekend als veroorzaker van pseudo-allergie. Fenylethylamine induceert, net zoals amfetamine, het vrijkomen van noradrenaline en dopamine.